# Frédéric Nérac
Pour les articles homonymes, voir Nérac (homonymie).
Frédéric Nérac, dit Fred Nérac est un cadreur français, travaillant pour la chaîne de télévision britannique ITN,,.
Il a disparu le 22 mars 2003 pendant la bataille de Bassorah à Bassorah, au sud de l'Irak, deux jours après l'entrée des forces américano-britanniques dans le pays. Il accompagnait le reporter britannique Terry Lloyd, l'interprète libanais Hussein Othman et le cadreur belge Daniel Demoustier qui couvraient l'avancée des troupes de la coalition lorsqu'ils ont été pris entre deux feux. Terry Lloyd et Hussein Othman ont été tués et Daniel Demoustier blessé,,,.
Selon certaines sources, Fred Nérac aurait été tué par un tir de militaires américains ou britanniques ; les autorités militaires américaines, mal disposées envers les Français, montrent peu d'empressement à enquêter. Le Wall Street Journal, en mai 2003, cite des témoignages de militaires américains des US Marines qui disent avoir ouvert le feu sur des véhicules portant le logo d'une chaîne de télévision en croyant qu'un groupe armé les utilisait comme voitures-suicides. D'après une enquête menée en 2004 par les militaires danois de la coalition, il a été  enlevé puis assassiné par une milice baassiste, et enterré dans un cimetière proche ; sa carte de presse est découverte dans les décombres du bâtiment bombardé de cette milice ; cependant, l'ADN du corps exhumé dans ce cimetière ne correspondrait pas à celui de Nérac. Le ministère français des Affaires étrangères annonce officiellement la mort du journaliste dans un communiqué publie le 19 octobre 2005 : « Il a été victime de tirs croisés [le 22 mars 2003], non loin d'un pont où s'affrontaient Irakiens et Américains » ; le communiqué ne précise pas sur quelles sources il s'appuie. 